# Akaoudj
 (mai 2021).
Akaoudj est un village de la grande Kabylie situé à 10 km au nord-est de la wilaya de Tizi Ouzou, commune de Aït Aïssa Mimoun, en Algérie.
Le toponyme d'Akaoudj est synonyme de piton, Tiqiwect en kabyle. Le village s’étire le long de la RN 72 qui méne vers Tigzirt et qui longe l’oued Sebaou (entre les ponts de Bougie et Voudkou).

## Localisation
Le village d'Akaoudj est situé au nord-est de la wilaya de Tizi Ouzou.
| Sidi Namane | Makouda         | Ifouzar   |
| Redjaouna   | Akaoudj         | Bou-Souar |
|             | Timizar Loghbar | Dhalouth  |

## Situation géographique
Situé à proximité de la ville de Tizi-Ouzou (à 10 km au nord-est), Akaoudj dispose d’une situation géographique privilégiée entre le Djurdjura et la Méditerranée. Culminant à 438 m d’altitude, il offre une riche palette de paysages et de couleurs. Du sommet, le panorama est immense sur le Haut-Sébaou face au mausolée de Sidi Balloua (Redjaouna), la vallée d’Amraoua, les cimes du Djurdjura, et le « comptoir de la Méditerranée » Makouda et Mizrana.

## Histoire
On raconte, au village, et de génération en génération, que le fondateur d’Akaoudj serait un certain Uqataen originaire de Makouda  et  plus précisément du village Istiten. D’après un membre de l’association culturelle qui porte le nom du fondateur, la maison " tazqa" Uqataen  existe toujours à Istiten.
Certains disent qu'Uqataen avait quitté son village natal, probablement, parce qu’il avait de sérieux problèmes avec ses concitoyens, pour d'autres son départ d'Istiten est lié à son hostilité à la présence turque. Face aux menaces, il n’avait alors d’autre solution que de se retirer de cette localité. Ainsi, en traversant l'oued Stita, il a choisi le sommet de la montagne, l'actuel village Akaoudj, comme son vrai rempart. Cependant, on ignore toujours les vraies raisons de son « exil ».[réf. nécessaire]
Pour remonter à cette époque, on ne trouve pas d’index filiatif puisque l’enregistrement des naissances à l’état civil n’a commencé qu’à partir de 1865. Toutefois, un calcul mathématique simple, basé sur l’arbre généalogique d’une famille, permet d’estimer l’âge de cet ancêtre et par ricochet celui du village. De ce point de vue, le village a environ quatre siècles d’existence. Assurément, cette estimation ne peut être qu’approximative car les maladies qui se développaient presque périodiquement à cette époque, comme les épidémies du choléra et du typhus, faussent incontestablement les données généalogiques. A titre d'exemple, entre 1888 et 1893, les épidémies du typhus ont augmenté de façon considérable le taux de mortalité en Kabylie, particulièrement à Akaoudj où l'on trouve un cimetière dénommé Timqvart n tifis.[réf. nécessaire]
C’est donc vers la fin du XVIe siècle qu’Uqataen va marquer son territoire et donner par suite naissance à 5 enfants : Hamou, Slimane, « Wada », Amrouche et Moussa. Les deux premiers sont issus de sa première union avec une fille de son village natal. Les trois derniers fils naissent du second mariage avec une autre fille originaire de Larba Nat Iraten. Ces cinq frères, toujours du point de vue des anciens, ont donné, à leur tour, les cinq grandes familles (Idarmen) qui portent respectivement leurs noms : Ath Wada, Ath Moussa, Ath Amrouche, Ath Hamou et Ath Slimane. Cette thèse paraît beaucoup plus plausible sion tient compte de la répartition des terres entre ces cinq grandes familles.